# Autostrada A50 (Svizzera)
L'autostrada A50 è situata nel Canton Zurigo e collega i paesi Zweidlen e Rheinfelden con Glattfelden. Fa parte della strada principale 7 che collega l'asse est-ovest da Basilea a Sankt Margrethen continuando poi in Austria. Essendo un'autostrada cantonale non vige l'obbligo di avere la vignetta autostradale. L'autostrada è lunga circa 3,7 chilometri e non ha svincoli sul suo percorso, gli unici sono all'inizio a Zweidlen/Rheinfelden e alla fine a Glattfelden.

## Tabella percorso
| Autostrada A50 |                                        |      |      |         |
| Tipo           | Indicazione                            | ↓km↓ | ↑km↑ | Cantone |
|                | Strada principale 7 per/da Bad Zurzach | 0,0  | ..   | Zurigo  |
|                | Zweidlen                               | ..   | ..   | Zurigo  |
|                | Glattfelden                            | ..   | ..   | Zurigo  |
|                | Strada principale 7 per/da Winterthur  | 3,7  | ..   | Zurigo  |